# Sergo Lawrentjewitsch Beria
Sergo Lawrentjewitsch Beria (georgisch სერგო ლავრენტის ძე ბერია; russisch Серго Лаврентьевич Берия; * 24. November 1924 in Tiflis; † 11. Oktober 2000 in Kiew) war ein georgisch-sowjetischer Funktechniker und Raketenkonstrukteur.

## Leben
Beria, Sohn des georgischen Tscheka-Chefs Lawrenti Beria und seiner Frau Nina Teimurasowna Gegetschkori, besuchte die siebenjährige deutsche Musikschule in Tiflis mit Abschluss 1938, worauf die Familie nach Moskau zog. Nach dem Mittelschulabschluss 1941 wurde Beria im Zentralen Radiotechnik-Laboratorium des NKWD angestellt. In den ersten Tagen des Deutsch-Sowjetischen Krieges meldete er sich als Freiwilliger zur Armee. Auf Empfehlung des Rajon-Komsomol wurde er auf eine Geheimdienstschule geschickt, in der er in drei Monaten zum Technik-Leutnant für Radiotechnik ausgebildet wurde. Darauf führte er Aufträge des Generalstabs 1941 im Iran und in Kurdistan und 1942 bei den Nordkaukasus-Streitkräften durch. Im Oktober 1942 wurde er auf Befehl des Volkskommissariats für Verteidigung zum Studium an die Budjonny-Militärakademie der Fernmeldetruppe in Leningrad geschickt. Während des Studiums führte er wiederholt Geheimaufträge bei den Konferenzen von Teheran und Jalta und bei der 4. und 1. Ukrainischen Front durch.
Beria schloss 1947 das Studium an der Budjonny-Akademie mit Auszeichnung ab. Bei der Verteidigung seines von Pawel Nikolajewitsch Kuksenko betreuten Diplomprojekts für eine Luft-Meer-Raketensteuerung war der Begründer des sowjetischen Raketenabwehrsystems Grigori Wassiljewitsch Kissunko dabei. In dem auf Beschluss des Ministerrats der UdSSR zur Verbesserung der Effektivität der Bomber gegen feindliche Schiffe im September 1947 gegründeten Spezialbüro SB Nr. 1 wurde Beria Stellvertreter des Chefkonstrukteurs Kuksenko. Ausgehend von Berias Diplomprojekt entstand die Flügelrakete Komet. 1948 verteidigte Beria seine Kandidat-Dissertation. 1950 wurde das SB-1 das Konstruktionsbüro KB-1, in dem nun Beria an der Entwicklung des S-25-Berkut-Systems mitwirkte. 1952 verteidigte er seine Doktor-Dissertation.
Nach der Verhaftung seines Vaters im Juli 1953 wurde Beria zusammen mit seiner Mutter zunächst in einer der Regierungsdatschen bei Moskau interniert und dann verhaftet. Es folgte Einzelhaft im Lefortowo-Gefängnis und dann in der Butyrka bis Ende 1954. Auf Beschluss des ZK der KPdSU verlor Beria im November 1954 seinen Kandidat- und Doktorgrad, nachdem bei Überprüfung seiner Doktorarbeit die zuständige Attestierungskommission im Dezember 1953 festgestellt hatte, dass die Doktorarbeit die Leistungen einer Gruppe und nicht seine persönliche Leistung wiedergab. Beria und seine Mutter erhielten Pässe mit dem Familiennamen Gegetschkori. Beria konnte nun mit dem Namen Sergei Alexejewitsch Gegetschkori wieder als Raketeningenieur arbeiten. In den nächsten zehn Jahren arbeitete er in der Verbannung in Swerdlowsk unter Polizeiaufsicht als Oberingenieur im Forschungsinstitut NII Postfach 320 für Automatisierung.
1964 erhielt Beria/Gegetschkori aufgrund eines Gesuchs einer Gruppe von Wissenschaftlern und der Erkrankung seiner Mutter die Genehmigung, nach Kiew zur Organisation Postfach 24 zu wechseln, die später die Forschungs- und Produktionsorganisation Quant wurde. Dort arbeitete er als führender Konstrukteur bis 1988, als er Abteilungsleiter im Institut für Angewandte Mathematik und Mechanik der Akademie der Wissenschaften der Ukrainischen Sozialistischen Sowjetrepublik wurde. 1990 wurde er wissenschaftlicher Leiter und Chefkonstrukteur des Kiewer Forschungsinstituts Komet. 1999 ging er in Pension.
Beria/Gegetschkori war verheiratet mit Marfa Maximowna Peschkowa, Enkelin Maxim Gorkis, mit der er die Töchter Nina und Nadeschda und den Sohn Sergei bekam. Sergei nahm später den Familiennamen Peschkow an. Die Ehe war während der Verbannung Berias in Swerdlowsk aufgelöst.
Beria/Gegetschkori wurde auf dem Baikowe-Friedhof begraben. Sein Grabstein zeigt die russische Inschrift Sergo Gegetschkori und die georgische Inschrift Sergo Beria.

## Ehrungen, Preise
- Medaille „Für die Verteidigung des Kaukasus“
- Medaille „Sieg über Deutschland“
- Medaille „Für heldenmütige Arbeit im Großen Vaterländischen Krieg 1941–1945“
- Orden des Roten Sterns
- Leninorden
- Stalinpreis

Alle Auszeichnungen wurden Beria nach seiner Verhaftung aberkannt.

## Veröffentlichung
Beria my father. Inside Stalin's Kremlin. Gerald Duckworth & Co. Ltd., London 2001, ISBN 0-7156-3062-8.